# Lâm Lĩnh Đông
Lâm Lĩnh Đông (tiếng Trung: 林嶺東, tiếng Anh: Ringo Lam Ling-tung, 23 tháng 10, 1955 - 29 tháng 12, 2018) là một cố đạo diễn, nhà biên kịch kiêm nhà sản xuất điện ảnh người Hồng Kông gốc Hoa.
Ông học tập bài bản về điện ảnh ở Đại học York của Canada trước khi quay lại Hồng Kông làm phim. Tác phẩm đầu tiên của ông là Esprit D'Amour mang đến thành công bước đầu nhưng Thành phố rực lửa mới là tác phẩm đỉnh cao của đạo diễn này với giải Đạo diễn xuất sắc nhất của giải thưởng điện ảnh Hồng Kông lần thứ 6. Đây là tác phẩm đầu tiên trong nhiều bộ phim sau này mà ông hợp tác cùng tài tử Châu Nhuận Phát.
Sau thành công của Thành phố rực lửa, ông đến Hollywood, hợp tác với Jean-Claude Van Damme để sản xuất các bộ phim gồm Maximum Risk, In hell và Replicant. Sau thất bại ở Hollywood, ông lại về Hồng Kông làm phim Full Alert và được đến 5 đề cử giải thưởng điện ảnh Hồng Kông lần thứ 17, trong đó có hạng mục Đạo diễn xuất sắc nhất và Phim truyện hay nhất. Ông tiếp tục làm phim từ thập niên 2000 cho đến khi ông đột ngột qua đời tại nhà riêng ở Hồng Kông vào ngày 29 tháng 12 năm 2018.